# Temeleuți, Florești
Temeleuți este un sat din raionul Florești, Republica Moldova.
În partea de sud-est a satului se află un parc, monument de arhitectură peisagistică, în care a fost ridicat conacul Meleghi. Activează Muzeul Satului Temeleuți.

## Demografie

### Structura etnică
Structura etnică a satului conform recensământului populației din 2004:
| Grup etnic         | Populație | % Procentaj |
| ------------------ | --------- | ----------- |
| Moldoveni / Români | 1.165     | 98,31%      |
| Ucraineni          | 11        | 0,93%       |
| Ruși               | 8         | 0,68%       |
| Alții              | 1         | 0,08%       |
| Total              | 1.185     | 100%        |

## Administrație și politică
Componența Consiliului local Temeleuți (9 consilieri), ales la 18 mai 2025, este următoarea:
|  | Partid                           | Consilieri | Componență | Componență | Componență | Componență |
|  | -------------------------------- | ---------- | ---------- | ---------- | ---------- | ---------- |
|  | Mișcarea „Respect Moldova”       | 4          |            |            |            |            |
|  | Platforma Demnitate și Adevăr    | 3          |            |            |            |            |
|  | Partidul Acțiune și Solidaritate | 2          |            |            |            |            |

## Personalități
- Maria Cosniceanu (n. 1935), lingvistă
- Ana Barbu (1959-2015), cântăreață